# حبيل سلامة (الملاح)

تعديل مصدري - تعديل

حبيل سلامة هي إحدى قرى عزلة الملاح بمديرية الملاح التابعة لمحافظة لحج، بلغ تعداد سكانها 33 نسمة حسب تعداد اليمن لعام 2004.